# Aerenicini
Aerenicini – plemię chrząszczy z rodziny kózkowatych i z podrodziny zgrzypikowych. 

## Zasięg występowania
Przedstawiciele tego plemienia występują w Ameryce Południowej, Środkowej oraz w Meksyku.

## Systematyka
Do Aerenicini zalicza się 145 gatunków zgrupowanych w 27 rodzajach:

- Aerenica
- Aerenicella
- Aerenicopsis
- Aereniphaula
- Aerenomera
- Antodice
- Antodilanea
- Aphilesthes
- Apoaerenica
- Apophaula
- Cacsius
- Calliphaula
- Eponina
- Holoaerenica
- Hoplistonychus
- Hydraschema
- Melzerella
- Montesia
- Phaula
- Phoebemima
- Propantodice
- Pseudomecas
- Pseudophaula
- Recchia
- Rumacon
- Suipinima
- Vianopolisia